# Liste der Kulturgüter in Opfikon
Die Liste der Kulturgüter in Opfikon enthält alle Objekte in der Gemeinde Opfikon im Kanton Zürich, die gemäss der Haager Konvention zum Schutz von Kulturgut bei bewaffneten Konflikten, dem Bundesgesetz vom 20. Juni 2014 über den Schutz der Kulturgüter bei bewaffneten Konflikten sowie der Verordnung vom 29. Oktober 2014 über den Schutz der Kulturgüter bei bewaffneten Konflikten unter Schutz stehen.
Es sind weder Objekte der Kategorie A, noch Objekte der Kategorie B im Gemeindegebiet ausgewiesen, Objekte der Kategorie C fehlen zurzeit (Stand: 1. Januar 2022). Unter übrige Baudenkmäler sind weitere geschützte Objekte zu finden, die im Verzeichnis der Objekte von überkommunaler Bedeutung der kantonalen Denkmalpflege zu finden und nicht bereits in der Liste der Kulturgüter enthalten sind.

## Übrige Baudenkmäler
| ID                   | Foto |                 | Objekt                                                   | Kat.   | Typ | Standort                                         | Beschreibung |
| -------------------- | ---- | --------------- | -------------------------------------------------------- | ------ | --- | ------------------------------------------------ | ------------ |
| 06600023             | ja   | Datei hochladen | Glockenturm                                              | B reg. | G   | Glattbrugg, bei Schulstrasse 2 685357 / 253779   |              |
| 06600024             | ja   | Datei hochladen | Reformiertes Pfarrhaus                                   | B reg. | G   | Glattbrugg, Schulstrasse 685364 / 253728         |              |
| 06600025             | ja   | Datei hochladen | Reformierte Kirche                                       | B reg. | G   | Glattbrugg, Oberhauserstrasse 71 685329 / 253752 |              |
| 06600064             | ja   | Datei hochladen | Ortsmuseum, Zehntenscheune                               | B reg. | G   | Dorfstrasse 32 685828 / 254021                   |              |
| 06600115             | ja   | Datei hochladen | Glockenturm, umgangssprachlich Chappeleturm              | B reg. | G   | Chappelerain 10 685903 / 254112                  |              |
| 06600743             | ja   | Datei hochladen | Oberstufenschule Halden, Schultrakt A1/Turnhalle         | B reg. | G   | Glattbrugg, Oberhauserstrasse 47 685207 / 253917 |              |
| 066SINGSAAL00743     | ja   | Datei hochladen | Oberstufenschule Halden, Schultrakt A2/Singsaal          | B reg. | G   | Glattbrugg, Oberhauserstrasse 51 685247 / 253882 |              |
| 066SCHULHAUS00743    | ja   | Datei hochladen | Oberstufenschule Halden, Schultrakt A3/Sekundarschule    | B reg. | G   | Glattbrugg, Oberhauserstrasse 49 685253 / 253916 |              |
| 066SPEZIALTRAKT00743 | ja   | Datei hochladen | Oberstufenschule Halden, Schultrakt A4/Spezialtrakt      | B reg. | G   | Glattbrugg, Oberhauserstrasse 49 685277 / 253939 |              |
| 06600744             | ja   | Datei hochladen | Oberstufenschule Halden, Trakt B/Schulpavillon 1         | B reg. | G   | Glattbrugg, Oberhauserstrasse 53 685309 / 253919 |              |
| 06600868             | ja   | Datei hochladen | Oberstufenschule Halden, Trakt C/Schulpavillon 2         | B reg. | G   | Glattbrugg, Oberhauserstrasse 55 685334 / 253891 |              |
| 06600882             | ja   | Datei hochladen | Oberstufenschule Halden, Trakt D 1-2/Schulpavillon 3a/3b | B reg. | G   | Glattbrugg, Oberhauserstrasse 57 685345 / 253849 |              |
| 06600998             | ja   | Datei hochladen | Oberstufenschule Halden, Trakt E/Kindergarten            | B reg. | G   | Glattbrugg, Oberhauserstrasse 45 685273 / 253994 |              |

Hinweise zur Legende in dieser Liste:
- Anstelle der KGS-Nummer wird als Objekt-Identifikator (ID) die Inventarnummer im Verzeichnis der Objekte von überkommunaler Bedeutung des kantonalen Denkmalschutzamtes verwendet.
- Bei den Kategorien wird wie folgt unterschieden: B kant. = Objekt von kantonaler Bedeutung (Kanton Zürich); B reg. = Objekt von regionaler Bedeutung (Kanton Zürich)